# UN-Klimakonferenz

Logos internationaler Klimaschutzkonferenzen

Die UN-Klimakonferenz (englischer Originaltitel United Nations Climate Change Conference, auch (Welt-)Klimagipfel oder Welt-Klimakonferenz) ist die jährlich stattfindende Vertragsstaatenkonferenz (Conference of the Parties, COP) der UN-Klimarahmenkonvention.
Seit 2005 ist die Konferenz um das Treffen der Mitglieder des Kyoto-Protokolls ergänzt worden (Conference of the Parties serving as the meeting of the Parties to the Protocol, COP/MOP, kurz CMP), seit 2018 um das der Mitglieder des Übereinkommens von Paris (Conference of the Parties serving as the meeting of the Parties to the Paris Agreement, kurz CMA).
Im Mittelpunkt der Klimakonferenzen stand lange Zeit, ein Nachfolgeprotokoll für das im Jahr 2012 auslaufende Kyōto-Protokoll und damit ein neues völkerrechtlich verbindliche Instrument der Klimapolitik zu entwickeln. Im Kyōto-Protokoll selbst sind nur vergleichsweise geringe Verpflichtungen der Industriestaaten zur Reduktion ihres Ausstoßes an Treibhausgasen festgeschrieben. Auf der UN-Klimakonferenz in Durban 2011 wurde beschlossen, dass das Kyōto-Protokoll um eine zweite Verpflichtungsperiode verlängert werden soll, Reduktionsziele und Dauer der zweiten Verpflichtungsperiode bis Ende 2020 wurden auf der 18. UN-Klimakonferenz in Katar 2012 festgelegt.
Eine globale Post-Kyoto-Regelung, an die viele nach dem Scheitern der UN-Klimakonferenz in Kopenhagen 2009 nicht mehr glaubten, wurde auf der 21. UN-Klimakonferenz in Paris beschlossen. Der Vertrag trat am 4. November 2016 in Kraft.
Der Austragungsort des Klimagipfels rotiert zwischen den fünf UN-Ländergruppen: der afrikanischen, der asiatisch-pazifischen, der lateinamerikanisch-karibischen, der osteuropäischen und der westeuropäisch-nordamerikanisch-australischen.

## Chronologie

### Weltklimakonferenzen (WCC) 1979–1990
Eine erste „Weltklimakonferenz“ unter dem Dach der UN, die First World Climate Conference (WCC-1), fand vom 12. bis 23. Februar 1979 in Genf statt und wurde von der Weltorganisation für Meteorologie (WMO) organisiert. Hier berieten Experten von Organisationen der Vereinten Nationen über die Möglichkeiten der Eindämmung der durch den Menschen verursachten schädlichen Klimaveränderungen. Schwerpunkt und wichtiges Ergebnis war die hier ausgesprochene Warnung, dass die weitere Konzentration auf fossile Brennstoffe im Zusammenhang mit der fortschreitenden Vernichtung von Waldbeständen auf der Erde „zu einem massiven Anstieg der atmosphärischen Kohlendioxidkonzentration führen“ wird. Noch im selben Jahr erfolgte im Mai die Gründung des Weltklimaprogramms (WCP – World Climate Programme). Es enthält Empfehlungen zur weiteren Beobachtung klimatischer Phänomene und zur gezielten Klimaforschung in allen Regionen der Erde um weitere Erkenntnisse zu den Ursachen klimatischer Veränderungen zu gewinnen. Das betraf vor allem Untersuchungen zur Entwicklung des Anteils von Kohlendioxid und anderer Spurengase, die weitere Beobachtung des Ozonlochs und die Bewertung der Klimaanomalie El Niño im pazifischen Raum.
Der ersten Weltkonferenz in Genf folgten die Weltklimakonferenz 1988 in Toronto (World Conference on the Changing Atmosphere, auch Toronto-Conference) und die 1990 erneut in Genf tagende zweite Weltklimakonferenz (WCC-2). Die Toronto-Konferenz trug wesentlich dazu bei, den Klimawandel auf die internationale politische Agenda zu setzen. An ihr nahmen über 300 Abgesandte aus 40 Ländern und 24 internationalen Organisationen teil. Die Konferenz fand kurz nach Veröffentlichung des Brundtland-Berichtes statt und war stark beeinflusst von der Idee der nachhaltigen Entwicklung. Ergebnis waren die Toronto-Ziele, zu denen die Forderung einer Minderung der Treibhausgasemissionen um 20 % bis 2005 und 50 % bis zum Jahr 2050 gegenüber den Werten von 1988 gehörte.
Teil der WCC-2 war ein Review des ersten Sachstandsberichts des IPCC, das die Gründung der Klimarahmenkonvention der Vereinten Nationen mit vorbereitete. Während die WCC-1 vor allem eine wissenschaftliche Konferenz war, fand im Rahmen der WCC-2 auch ein zweitägiges ministerielles Treffen unter Beteiligung aus 137 Ländern statt. Ergebnis war eine im Konsens verabschiedete Erklärung, die zu internationalem kooperativen Handeln angesichts des Klimaproblems aufrief. Im Jahr 2009 fand eine dritte Weltklimakonferenz in Genf statt (WCC-3).

### 1992: Umweltgipfel in Rio de Janeiro
Im Juni 1992 wurde auf der Konferenz der Vereinten Nationen über Umwelt und Entwicklung im brasilianischen Rio de Janeiro („Erdgipfel Rio“) die UN-Klimarahmenkonvention vereinbart.

### Seit 1995: Vertragsstaatenkonferenzen (COP)
Seit 1995 finden als Institution der Klimarahmenkonvention die UN-Weltklimakonferenzen (United Nations Climate Change Conferences, UNCCC, Conference of Parties, COP) in aller Regel jährlich an wechselnden Orten statt. Erster Tagungsort war 1995 Berlin.
| Konferenz/Abkommen                                                | Datum                              | Ort                 | Ergebnis | Bemerkungen |
| ----------------------------------------------------------------- | ---------------------------------- | ------------------- | --- | --- |
| Umweltgipfel                                                      | 3. bis 14. Juni 1992               | Rio de Janeiro      | Agenda 21, globale Klimarahmenkonvention | Die Klimarahmenkonvention (1994 in Kraft getreten) ist der erste internationale Vertrag, der den Klimawandel als eine ernsthafte Bedrohung einstuft und das Ziel der Staatengemeinschaft formuliert, eine gefährliche Störung des Klimas zu vermeiden. Die Konvention bildet den Rahmen für die Klimaschutz-Verhandlungen, die jeweils als Vertragsstaatenkonferenz der Konvention stattfinden. |
| 1. Klimakonferenz (COP 1)                                         | 28. März bis 7. April 1995         | Berlin              | „Berliner Mandat“ ist die Basis für Verhandlungen über ein Protokoll zur Verringerung von Treibhausgasemissionen. | Auch als Nachfolgekonferenz zu Rio bezeichnet. Ziel der Konferenz war es, die Verpflichtungen der Konvention fortzuentwickeln und zu verschärfen. |
| 2. Klimakonferenz (COP 2)                                         | 8. bis 19. Juli 1996               | Genf                | | |
| 3. Klimakonferenz (COP 3)                                         | 1. bis 11. Dezember 1997           | Kyōto               | Kyoto-Protokoll beschlossen. | Erstmals werden rechtlich verbindliche Ziele für Emissionshöchstmengen für Industrieländer international festgelegt. |
| 4. Klimakonferenz (COP 4)                                         | 2. bis 13. November 1998           | Buenos Aires        | Arbeitsplan zur Ausgestaltung des Kyoto-Protokolls. | |
| 5. Klimakonferenz (COP 5)                                         | 25. Oktober bis 5. November 1999   | Bonn                | | |
| 6. Klimakonferenz (COP 6)                                         | 13. bis 24. November 2000          | Den Haag            | Verhandlungen scheitern und werden ausgesetzt. | |
| 6. Klimakonferenz (COP 6-2) (Fortsetzung)                         | 16. bis 27. Juli 2001              | Bonn                | Fortführung der Verhandlungen der 6. Klimakonferenz. Einigung über Ausgestaltung des Kyoto-Protokolls. | |
| 7. Klimakonferenz (COP 7)                                         | 29. Oktober bis 10. November 2001  | Marrakesch          | Entscheidungen zu Ausgestaltung und Umsetzung des Kyoto-Protokolls. | Basis für internationale Ratifizierung des Kyoto-Protokolls auf dieser Konferenz festgelegt. |
| 8. Klimakonferenz (COP 8)                                         | 23. Oktober bis 1. November 2002   | Neu-Delhi           | | |
| 9. Klimakonferenz (COP 9)                                         | 1. bis 12. Dezember 2003           | Mailand             | Bestandsaufnahme des internationalen Klimaschutzes; Verabschiedung neuer Leitlinien für die Emissionsberichterstattung; Übereinkunft über Kohlenstoff-bindende Aufforstungsprojekte. (Clean Development Mechanism, CDM)                                                     | |
| 10. Klimakonferenz (COP 10)                                       | 6. bis 17. Dezember 2004           | Buenos Aires        | Maßnahmen zur Minderung der vom Menschen verursachten Treibhausgasemissionen; Anpassung an die unvermeidlichen Folgen des Klimawandels | 10. Jahrestag des In-Kraft-Tretens der Klimarahmenkonvention im März 1994. |
| UN-Klimakonferenz (Weltklimakonferenz, COP 11 / CMP 1)            | 28. November bis 10. Dezember 2005 | Montreal            | Fortschreibung des Kyoto-Protokolls über 2012 hinaus; Aushandlung neuer Grenzwerte für Treibhausgasemissionen. | USA akzeptieren Ergebnis der Konferenz, ratifizieren das Kyoto-Protokoll aber weiterhin nicht. |
| UN-Klimakonferenz (Weltklimakonferenz, COP 12 / CMP 2)            | 6. bis 17. November 2006           | Nairobi             | Gespräche über das Kyoto-Nachfolgeregime. | Einrichtung von Fonds besonders zur Unterstützung afrikanischer Länder. |
| UN-Klimakonferenz (Weltklimakonferenz, COP 13 / CMP 3)            | 3. bis 15. Dezember 2007           | Bali                | Fahrplan von Bali: 2009 soll in Kopenhagen ein Folgeabkommen für das Kyoto-Protokoll beschlossen werden; inhaltliche Anforderungen an dieses Folgeabkommen | Deutschlands Forderungen an die Industriestaaten: 30 % CO2-Einsparungen |
| UN-Klimakonferenz (Weltklimakonferenz, COP 14 / CMP 4)            | 1. bis 12. Dezember 2008           | Posen               | | |
| UN-Klimakonferenz (Weltklimakonferenz, COP 15 / CMP 5)            | 7. bis 18. Dezember 2009           | Kopenhagen          | „Kopenhagener Erklärung“ (PDF-Dokument) wurde lediglich zur Kenntnis genommen. | Ein Folgeabkommen für das Kyoto-Protokoll konnte mangels Einigkeit nicht verabschiedet werden. Im Copenhagen Accord (rechtlich unverbindlicher) „Minimalkonsens“: Erderwärmung soll auf maximal 2 °C im Vergleich zum vorindustriellen Niveau begrenzt werden. |
| UN-Klimakonferenz (Weltklimakonferenz, COP 16 / CMP 6)            | 29. November bis 10. Dezember 2010 | Cancún              | Der Gipfel endet mit dem Minimalziel, das Kyoto-Protokoll bis 2012 fortzusetzen. Beschlossen werden außerdem ein Waldschutzprogramm sowie ein Hilfsfonds für Entwicklungsländer.                                                                                            | Auf der COP-16 sollte der in Kopenhagen gescheiterte Versuch fortgesetzt werden, ein rechtlich verbindliches Nachfolgeabkommen für das Kyoto-Protokoll zu beschließen. Dies gelang nicht. |
| UN-Klimakonferenz (Weltklimakonferenz, COP 17 / CMP 7)            | 28. November bis 11. Dezember 2011 | Durban              | Verlängerung des Kyoto-Protokolls, zweite Verpflichtungsperiode ab 1. Januar 2013; Erarbeitung eines „Protokolls, rechtlichen Instruments oder sonstiges rechtsverbindlichen Ergebnisses“ für einen Klimavertrag für alle Mitgliedsstaaten bis 2015, Inkrafttreten ab 2020. | Reduktionsziele und Dauer der zweiten Verpflichtungsperiode zum Kyoto-Protokoll sollen 2012 in Katar festgelegt werden. |
| UN-Klimakonferenz (Weltklimakonferenz, COP 18 / CMP 8)            | 26. November bis 8. Dezember 2012  | Doha                | | |
| UN-Klimakonferenz (Weltklimakonferenz, COP 19 / CMP 9)            | 11. bis 23. November 2013          | Warschau            | | |
| UN-Klimakonferenz (Weltklimakonferenz, COP 20 / CMP 10)           | 1. bis 14. Dezember 2014           | Lima                | | |
| UN-Klimakonferenz (Weltklimakonferenz, COP 21 / CMP 11)           | 30. November bis 12. Dezember 2015 | Paris               | Erarbeitung des Übereinkommens von Paris in Nachfolge des Kyoto-Protokolls. | |
| UN-Klimakonferenz (Weltklimakonferenz, COP 22 / CMP 12 / CMA 1-1) | 7. bis 18. November 2016           | Marrakesch          | Unterzeichnung der „Proklamation von Marrakesch“ und Verabschiedung der „Marrakesch-Vision“ durch 48 „arme“ Länder | |
| UN-Klimakonferenz (Weltklimakonferenz, COP 23 / CMP 13 / CMA 1-2) | 6. bis 17. November 2017           | Bonn                | Ein 200 Seiten langer Kompromiss für die Umsetzung des Pariser Abkommens wurde erarbeitet. Außerdem haben sich neben Großbritannien und Kanada 17 weitere Länder zu einem Kohleausstieg bekannt.                                                                            | |
| UN-Klimakonferenz (Weltklimakonferenz, COP24 / CMP14 / CMA 1-3)   | 2. bis 15. Dezember 2018           | Katowice            | | |
| UN-Klimakonferenz (Weltklimakonferenz, COP25 / CMP15 / CMA 2)     | 2. bis 15. Dezember 2019           | Madrid              | | |
| UN-Klimakonferenz (Weltklimakonferenz, COP26 / CMP16 / CMA 3)     | 31. Oktober bis 13. November 2021  | Glasgow             | | |
| UN-Klimakonferenz (Weltklimakonferenz, COP27)                     | 6. bis 20. November 2022           | Scharm asch-Schaich | | |
| UN-Klimakonferenz (Weltklimakonferenz, COP28)                     | 30. November bis 12. Dezember 2023 | Dubai               | | |
| UN-Klimakonferenz (Weltklimakonferenz, COP29)                     | 11. bis 24. November 2024          | Baku                | | |
| UN-Klimakonferenz (Weltklimakonferenz, COP30)                     | 10. bis 21. November 2025          | Belém               | | |

## 1995: Berlin (COP 1)

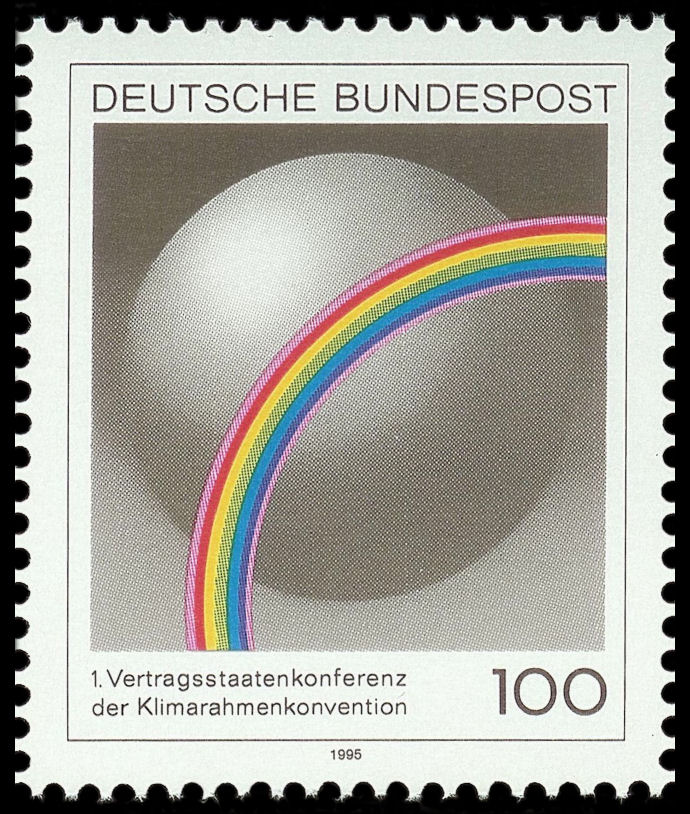
Sonderbriefmarke zur 1. Vertragsstaatenkonferenz der Klimarahmenkonvention 1995

Die erste UN-Klimakonferenz fand vom 28. März bis 7. April 1995 in Berlin statt. Auf dieser ersten Vertragsstaatenkonferenz (Conference of the Parties, COP) zur Klimarahmenkonvention einigten sich die teilnehmenden Staaten auf das „Berliner Mandat“: Dies umfasste die Einrichtung einer formellen „Ad-hoc-Gruppe zum Berliner Mandat“ (Ad hoc Group on the Berlin Mandate, AGBM). Diese wiederum hatte die Aufgabe, zwischen den jährlich stattfindenden Klimakonferenzen ein Protokoll oder ein anderes rechtlich verbindliches Instrument zu erarbeiten, welches feste Treibhausgas-Reduktionsziele und einen Zeitrahmen zu ihrer Erreichung beinhalten sollte. Im Sinne des in der Klimarahmenkonvention festgeschriebenen Grundsatzes der „gemeinsamen, aber unterschiedlichen Verantwortlichkeiten“ wurden Schwellen- und Entwicklungsländer bereits zu diesem Zeitpunkt von verbindlichen Reduktionen ausgeklammert. Außerdem wurden die Nebenorgane Subsidiary Body for Scientific and Technical Advice (SBSTA) für wissenschaftliche und technische Fragen und Subsidiary Body for Implementation (SBI) für Fragen zur Umsetzung begründet sowie Bonn als Sitz des UN-Klimasekretariats festgelegt.
Die damalige deutsche Bundesumweltministerin Angela Merkel hatte maßgeblichen Anteil an dem weitgehenden Versprechen seitens der deutschen Delegation, sich frühzeitig auf den größten einzelnen Beitrag zur Treibhausgas-Reduktion unter allen Industriestaaten zu verpflichten. Diese frühzeitige Verpflichtung wird als ein entscheidender Faktor angesehen, weshalb einer rechtlich verbindlichen Emissionsreduktion zunächst ablehnend gegenüberstehende Staaten bis 1997 doch noch „ins Boot“ geholt werden konnten.

## 1996: Genf (COP 2)
Im Vorfeld der zweiten Konferenz der Vertragsstaaten im Juli 1996 in Genf hatte die eingerichtete Arbeitsgruppe zum Berliner Mandat unter dem Vorsitz des Argentiniers Raúl Estrada Oyuela bereits drei vorbereitende Sitzungen abgehalten. In Genf selbst fand zeitgleich mit der COP-2 die vierte Sitzung dieser Arbeitsgruppe statt: Die anwesenden Minister und andere Verhandlungsführer einigten sich nach einem komplizierten Abstimmungsprozess auf die „Genfer ministerielle Deklaration“ (Geneva Ministerial Declaration). Darin wurden die Schlussfolgerungen aus dem 1995 fertiggestellten Zweiten IPCC-Sachstandsbericht zur wissenschaftlichen Grundlage für den weiteren Prozess der internationalen Klimaschutzpolitik gemacht sowie die anstehende Ausarbeitung einer rechtlich verbindlichen Regelung zur Reduktion von Treibhausgasen bekräftigt. Auf der Berliner Konferenz noch offen zutage getretene Widerstände seitens der USA, Kanadas, Australiens und besonders der OPEC-Staaten gegen ausdrückliche Reduktionsziele konnten damit überwunden werden.

## 1997: Kyoto (COP 3)
Die dritte UN-Klimakonferenz, ursprünglich für den Zeitraum vom 1. bis 10. Dezember 1997 geplant und bis in den 11. Dezember verlängert, fand in Kyōto, Japan, statt. Unter der Leitung von Hiroshi Oki verabschiedeten die Teilnehmer nach einem turbulenten Konferenzverlauf das Kyoto-Protokoll. Die im Annex I des Protokolls aufgeführten Industrieländer verpflichteten sich, ihre Treibhausgasemissionen von 2008 bis 2012 um 5,2 % zu senken.

## 1998: Buenos Aires (COP 4)
Buenos Aires, Argentinien, war Veranstaltungsort der vierten UN-Klimakonferenz vom 2. bis 13. November 1998. Ihre Konferenzpräsidentin war Maria Julia Alsogaraym. Ergebnis war ein Arbeitsplan, der Buenos Aires Plan of Action, der bis zur COP 6 im Jahr 2000 reichte und Fachprobleme zum im Jahr zuvor verabschiedeten Kyoto-Protokolls klären sollte mit dem Ziel, das Protokoll zur Umsetzungsreife zu bringen.

## 1999: Bonn (COP 5)
Die fünfte UN-Klimakonferenz unter Präsident Jan Szyszko, Umweltminister Polens, wurde vom 25. Oktober bis 5. November 1999 in Bonn veranstaltet. Gegenstand der Verhandlungen war es, die geplante Umsetzung des Kyoto-Protokolls weiter auszuarbeiten.

## 2000/2001: Den Haag (COP 6) und Bonn (COP 6-2)
Die Klimakonferenz in Den Haag vom 13. bis 24. November 2000 war die sechste UN-Klimakonferenz. Konferenzpräsident war der niederländische Umweltminister Jan Pronk. Auf der Konferenz sollte der Buenos Aires Plan of Action abgearbeitet werden. Dies gelang jedoch nicht, u. a. zu Fragen der Klimafinanzierung konnte keine Einigung erzielt werden. Die Konferenz wurde vertagt und vom 16. bis 27. Juli in Bonn als COP 6-2 fortgesetzt (UN-Klimakonferenz in Bonn 2001). In Bonn wurden schließlich die notwendigen Beschlüsse zu technischen Detailfragen getroffen, damit das Kyoto-Protokoll durch Teilnehmerländer ratifiziert werden konnte.

## 2001: Marrakesch (COP 7)
Konferenzpräsident Mohamed Elyazghi leitete die siebte UN-Klimakonferenz, die vom 29. Oktober bis 9. November in Marrakesch, Marokko, stattfand. Im Ergebnis wurden Einzelheiten zum Kyoto-Protokoll in den Marrkesh Accords festgelegt, zum Beispiel zum Clean Development Mechanism oder zur Joint Implementation, die es erlauben, andernorts Klimaschutzprojekte zu finanzieren und sich die eingesparten Emissionen anrechnen zu lassen.

## 2002: Neu-Delhi (COP 8)
Vom 23. Oktober bis 1. November 2002 wurde die achte UN-Klimakonferenz in Neu-Delhi, Indien, veranstaltet unter der Leitung des indischen Umweltministers Thalikottai Rajuthevar Baalu. Die Teilnehmer beschlossen Regeln für den Clean Development Mechanism und für Berichte der Staaten über ihre Treibhausgasemissionen.

## 2003: Mailand (COP 9)
Die neunte UN-Klimakonferenz vom 1, bis 12. Dezember in Mailand, Italien, leitete der damalige ungarische Umweltminister Miklós Persányi. Das Kyoto-Protokoll war zu dieser Zeit immer noch nicht in Kraft getreten, weil die Unterzeichnerstaaten bis dato in Summe nur für 47 % statt der notwendigen 55 % der weltweiten Treibhausgasemissionen verantwortlich waren. In den USA war die Ratifizierung des Kyoto-Protokolls gescheitert. Um für weitere Staaten die Unterzeichnung des Abkommens attraktiver zu machen, wurde der Clean Development Mechanism endgültig in die Wege geleitet.

## 2004: Buenos Aires (COP 10)
Die zehnte UN-Klimakonferenz fand vom 6. bis 17. Dezember in Buenos Aires, Argentinien, statt. Präsident war Ginés González García.

## 2005: Montreal (COP 11/CMP 1)
Das elfte Treffen der 189 Vertragsstaaten des Abkommens (COP-11) fand vom 28. November bis zum 9. Dezember 2005 im kanadischen Montreal mit etwa 10.000 Teilnehmern statt. Begleitet wurde dieses durch das erstmalige Treffen der Vertragsstaaten des bei der COP-3 im japanischen Kyōto verabschiedeten Kyoto-Protokolls (CMP-1), das infolge der Ratifikation durch Russland am 16. Februar 2005 in Kraft getreten war.
Ziel war es, über die Umsetzung des in Japan geschlossenen Vertrages zu beraten und ihn durchzusetzen. Die Vertragsstaaten der Klimarahmenkonvention hatten 1997 vereinbart, von 2008 bis 2012 die Emissionen der sechs Treibhausgase Kohlendioxid (CO2), Methan (CH4), Distickstoffoxid (N2O), teilhalogenierte Fluorkohlenwasserstoffe (H-FKW), perfluorierte Kohlenwasserstoffe (FKW) und Schwefelhexafluorid (SF6) um durchschnittlich 5,2 Prozent im Vergleich zu 1990 zu senken.
CMP steht für „Conference of the Parties serving as the meeting of the Parties to the Kyoto Protocol“.

## 2006: Nairobi (COP 12/CMP 2)
Auf der UN-Klimakonferenz in Nairobi 2006 sollten zwei große Themenblöcke diskutiert werden: 1. Wie werden die Verhandlungen für das Post-2012-Klimaregime strukturiert? Und 2. Welches Handlungspaket für Entwicklungsländer kann beschlossen werden, das der Anpassung an die Folgen des Klimawandels, der Nutzung des Clean Development Mechanism und dem Technologietransfer dient?
In Nairobi hat sich nach Auffassung vieler Beobachter gezeigt, dass es für grundlegende Verhandlungsfortschritte nicht ausreicht, wenn Umweltminister oder darunter anzusiedelnde Delegierte verhandeln, da diese meist keine ausreichende Entscheidungsbefugnis haben. Eine der Hauptforderungen von Klimaschützern nach Nairobi war es daher, dass nun die Staats- und Regierungschefs den Prozess vorantreiben sollten.

## 2007: Bali (COP 13/CMP 3)
Die UN-Klimakonferenz auf Bali 2007 sollte vor allem das weitere Vorgehen auf dem Weg zu einem Kyōto-Nachfolge-Abkommen abstecken. Die langwierigen Verhandlungen drohten bis zuletzt an der fehlenden Kompromissbereitschaft der USA zu scheitern, die sich nicht auf verbindliche Zielmarken einlassen will, sondern auf freiwillige Selbstverpflichtung und die Innovationskraft der Wirtschaft setzt. Dass trotz dieser schwierigen Ausgangskonstellation ein großer Schritt in Richtung der gemeinsamen Klimaschutzbestrebungen („Fahrplan von Bali“) gelingen konnte, ist in erster Linie der Solidarisierung Europas mit den Schwellenländern zu verdanken. Die Teilnahme der G-77-Staaten (Entwicklungs- und Schwellenländer, wie Indien, die Volksrepublik China, Pakistan) wurde mit einem umfangreichen Technologietransfer aus Europa verbunden. Europa soll das technische Know-how liefern, um damit wirtschaftliches Wachstum und einhergehenden Klimaschutz auch in den G-77-Staaten zu ermöglichen. Durch diesen Verhandlungsschritt gelang es den G-77-Staaten und Europa, die USA in der Verhandlung vollkommen zu isolieren – eine Position, in der ein Nichteinlenken die Beziehung zur Weltgemeinschaft wohl nachhaltig beschädigt hätte. Sie verzichteten auf ihre Veto-Stimme.
Hoffnungen auf ein weiteres Einlenken der USA nach einem Regierungswechsel erfüllten sich nicht.
Verhandlungsergebnisse:
- Die Verhandlungsphase für den Kyōto-Nachfolge-Vertrag wurde auf drei Jahre festgelegt und sollte Ende 2009 in Kopenhagen zur Unterzeichnung führen. Ob die Ergebnisse den Herausforderungen gerecht wurden, ist umstritten.[20]
- Konkrete Höchstwerte für Emissionen wurden nicht festgelegt. Lediglich der Appell, mit „tiefen Einschnitten bei den weltweiten Emissionen“ zum Klimaschutz beizutragen, wurde aufgenommen.
- Es wurde der Adaptation Fund (Anpassungsfonds) eingerichtet, der bei der Bewältigung von Folgen des Klimawandels Unterstützung bieten soll.
- Ab 2013 sollten waldreiche Länder die emissionskompensierenden Effekte ihrer Regenwaldgebiete im Rahmen des Emissionsrechtehandels an Industrienationen verkaufen können. Der Wald wäre damit vor Abholzung oder Rodung geschützt.
- Ein umfassender Technologietransfer in Entwicklungs- und Schwellenländern wurde vorgesehen.[21]
- Allerdings blieb Bali hinter dem zurück, was von der internationalen Klimaforschung als notwendig angesehen wurde, um einen katastrophalen Klimawandel zu vermeiden.[20]

## 2008: Posen (COP 14/CMP 4)
Die UN-Klimakonferenz in Posen 2008 fand vom 1. bis 12. Dezember 2008 statt. Sie diente der weiteren Aushandlung einer Nachfolgeregelung zum Kyōto-Protokoll, die 2009 endgültig beschlossen werden sollte. 187 Staaten haben an der Konferenz teilgenommen. Die Konferenz war zeitgleich das 14. Treffen der Mitgliedstaaten der Klimarahmenkonvention der Vereinten Nationen (COP-14) wie auch das vierte Zusammenkommen der Unterzeichnerstaaten des Kyōto-Protokolls (CMP-4) seit seinem Inkrafttreten 2005.

## 2009: Kopenhagen (COP 15/CMP 5)
Auf der 15. UN-Klimakonferenz (COP 15), die vom 7. bis 18. Dezember 2009 in Kopenhagen stattfand, konnte das 2007 vereinbarte Ziel, eine Nachfolgeregelung für das Kyōto-Protokoll zu beschließen, nicht erreicht werden. Stattdessen wurde vereinbart, die unverbindliche „Kopenhagener Vereinbarung“ zur Kenntnis zu nehmen.

## 2010: Cancún (COP 16/CMP 6)
Auf der 16. UN-Klimakonferenz (COP 16), die vom 29. November bis 10. Dezember 2010 in Cancún/Mexico stattfand, sollte der in Kopenhagen gescheiterte Versuch fortgesetzt werden, ein rechtlich verbindliches Nachfolgeabkommen für das Kyōto-Protokoll zu beschließen. Der Gipfel endete mit dem Minimalziel, die Geltung des Kyōto-Protokoll bis 2012 zu verlängern. Beschlossen wurden außerdem ein Waldschutzprogramm sowie ein Hilfsfonds für Entwicklungsländer.

## 2011: Durban (COP 17/CMP 7)
Die UN-Klimakonferenz in Durban 2011 (COP 17) begann am 28. November und sollte ursprünglich am 9. Dezember 2011 enden; da bis zum Schluss Uneinigkeit über das Abschlussprotokoll, verbindliche Absprachen sowie einen Zeitplan für einen neuen Weltklimavertrag herrschte, wurde sie auf den 11. Dezember verlängert. Zwar ist in Durban eine Einigung erzielt worden, doch bleiben die Beschlüsse hinsichtlich der Umsetzung unverbindlich. Demnach sollte 2012 in Qatar das Kyōto-Protokoll mit einer zweiten Verpflichtungsperiode verlängert werden und bis zum Jahr 2015 ein verbindliches Klimaschutzabkommen ausgehandelt werden, das 2020 in Kraft treten soll. Im Anschluss trat Kanada aus dem Kyōto-Protokoll aus.

## 2012: Doha (COP 18/CMP 8)
Die UN-Klimakonferenz in Doha 2012 (COP 18) vom 26. November bis 7. Dezember 2012 wurde als problematisch beschrieben: Laut Statistiken der Weltbank ist das Erdöl-Emirat Katar derzeit das Land mit dem weltweit höchsten CO2-Ausstoß pro Kopf der Bevölkerung. Ergebnisse der Konferenz waren zum einen die erneute Verlängerung des Kyoto-Abkommens bis 2020, und zum anderen soll 2014 eine Überprüfung der CO2-Reduktionsziele stattfinden. 2020 soll außerdem ein verbindlicher Weltklimavertrag für alle Länder vereinbart werden. Zur Finanzierung des Klimawandels wurden den Entwicklungsländern und den vom Klimawandel betroffenen Staaten finanzielle Zusagen in Höhe von 100 Mrd. Dollar zugesagt.

## 2013: Warschau (COP 19/CMP 9)
Vom 11. bis 23. November fand die UN-Klimakonferenz in Warschau 2013 (COP 19) statt.
Diskutiert wurde die Einteilung der Welt in Industrie- und Entwicklungsländer, da die Entwicklungsländer eigene Institutionen forderten. Des Weiteren wurde festgelegt, dass die Erwärmung der Welt nur 2 °C betragen darf.
Für die Entwicklungsländer konnten für das Jahr 2013 100 Millionen US-Dollar Unterstützung zugesagt werden (Deutschland mit 30 Mio. $ als Hauptgeldgeber). Sechs Fonds der UN unterstützen ärmere Länder im Bereich des Klimaschutzes. Nach einer Verlängerung der Verhandlungen um einen Tag konnten einige Bausteine für ein künftiges Klimaabkommens beschlossen werden, sowie ein weiterer Zeitplan bis zur COP 21 in Paris.

## 2014: Lima (COP 20/CMP 10)
Vom 1. bis 14. Dezember fand die UN-Klimakonferenz in Lima 2014 (COP 20) statt. Beschlossen wurde der Entwurf eines Vertragstextes für die Klimakonferenz in Paris 2015.

## 2015: Paris (COP 21/CMP 11)
Vom 30. November bis 12. Dezember fand die UN-Klimakonferenz in Paris 2015 (COP 21) statt. Dort wurde als Nachfolgevertrag für das Kyoto-Protokoll ein neues Abkommen mit verbindlichen Klimazielen für alle 195 Mitgliedsstaaten der UN-Klimarahmenkonvention vereinbart. Beschlossen wurde, dass die Erwärmung der Welt auf weniger als 2 °C begrenzt werden soll. Die globalen Netto-Treibhausgasemissionen sollen hierzu in der zweiten Hälfte des 21. Jahrhunderts auf null reduziert werden. Finanzhilfen für die Entwicklungsländer wurden ebenfalls vereinbart, Details hierzu auf die kommende Konferenz in Marrakesch vertagt.
Als Sitzungszeiträume wurden bereits auf der Konferenz in Warschau der 2.–13. Mai 2018 (für die COP 23) und der 7.–18. November 2018 (für die COP 24) beschlossen.

## 2016: Marrakesch (COP 22/CMP 12/CMA 1-1)
Die COP 22 fand vom 7. bis zum 18. November 2016 in Marrakesch (Marokko) statt.

## 2017: Bonn (COP 23/CMP 13/CMA 1-2)
Die COP 23 fand vom 6. bis 17. November 2017 statt. Die Präsidentschaft hat Fidschi übernommen, dies jedoch aus organisatorischen Gründen davon abhängig gemacht, dass die COP 23 in Bonn (Deutschland, Standort des UN-Klimasekretariats) stattfindet.

## 2018: Katowice (COP 24/CMP 14/CMA 1-3)
Die COP 24 fand vom 2. bis 14. Dezember 2018 in Katowice (Polen) statt.

## 2019: Madrid (COP 25/CMP 15/CMA 2)
Die COP 25 sollte in einem Land der Gruppe von Ländern Lateinamerikas und der Karibik (GRULAC) stattfinden. Brasilien zog Ende 2018 nach der Wahl Jair Bolsonaros zum Präsidenten seine Kandidatur zurück. Als Gründe wurden finanzielle Engpässe und der anstehende Regierungswechsel genannt. Stattdessen wurde geplant, die Konferenz vom 2. bis 13. Dezember 2019 in Santiago zu veranstalten. Am 30. Oktober sagte der Präsident von Chile, Sebastián Piñera, die Konferenz ab. Als Grund nannte er die Proteste gegen die Regierung. Anstelle von Santiago de Chile wurde Anfang November 2019 die spanische Hauptstadt Madrid mit der Ausrichtung beauftragt. Die Leitung der Konferenz hatte nach wie vor Chile inne.
Die Konferenz endete am 15. Dezember. Es war mit einer Dauer von 13 Tagen die bisher längste UN-Klimakonferenz. Ihr Ergebnis wurde in den Medien als Minimalkompromiss bezeichnet und von Natur-, Umwelt- und Klimaschutzorganisationen scharf kritisiert.
Dementsprechend wurde die Konferenz von den Medien auch als „Nullrunde“ bezeichnet.

## 2021: Glasgow (COP 26/CMP 16/CMA 3)
Die COP 26 war ursprünglich für den November 2020 im schottischen Glasgow geplant. Der im Vorfeld Ende April des Jahres jeweils auf Ministerialebene zur Vorbereitung dienende 11. Petersberger Klimadialog fand aufgrund der weltweiten COVID-19-Pandemie erstmals ausschließlich im digitalen Rahmen statt. Ebenfalls aufgrund der Coronapandemie wurde die COP26 um ein Jahr auf November 2021 verschoben.

## 2022: Scharm asch-Schaich (COP 27)
Die COP 27 im ägyptischen Scharm asch-Schaich mit dem Motto Together for just, ambitious implementation NOW („Gemeinsam für eine gerechte, ambitionierte Umsetzung JETZT“) wurde am 5. November 2022 eröffnet; sie sollte bis zum 18. des Monats dauern, wurde aber bis zum 20. November 2022 verlängert. Vorsitzender war Ägyptens Außenminister Samih Schukri. Eine Vorkonferenz (PRECOP27) fand vom 3. bis 5. Oktober des Jahres in Kinshasa, der Hauptstadt der Demokratischen Republik Kongo statt. Ursprünglich war die COP 27 als UN-Klimakonferenz 2021 geplant, wurde aber aufgrund der weltweiten COVID-19-Pandemie auf November 2022 vertagt.

## 2024: Baku (COP 29)
Am 9. Dezember 2023 gab der Umweltminister Aserbaidschans, Muxtar Babayev, auf der COP 28 bekannt, dass die 29. UN-Klimakonferenz 2024 in Baku stattfinden wird. Babayev soll Präsident der Konferenz werden.

## 2025: Belém (COP 30)

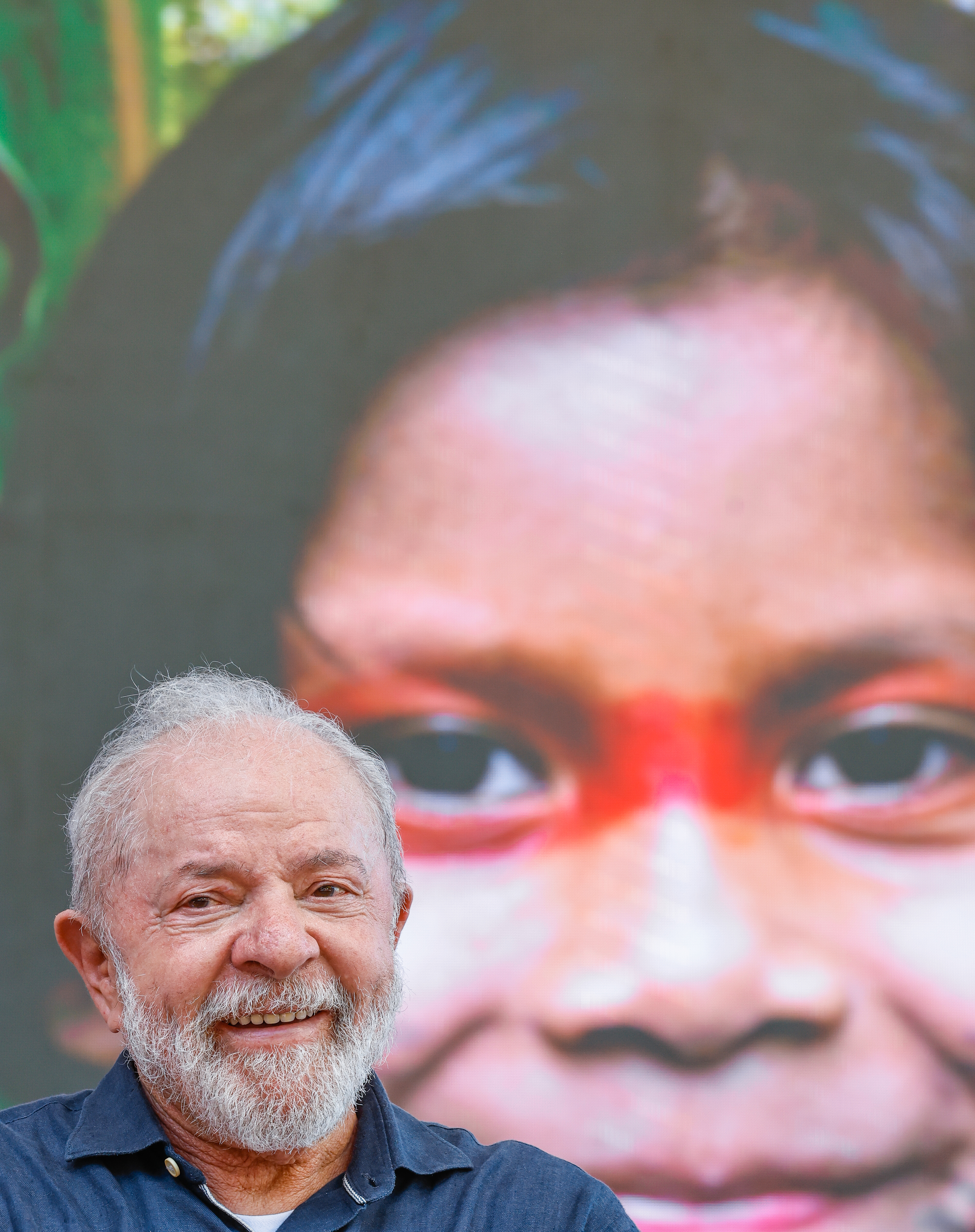
Der brasilianische Präsident Luiz Inácio Lula da Silva auf der Zeremonie zur Ankündigung der Durchführung der COP 30 in Belém (17. Juni 2023, im Hintergrund das Bild einer Indigenen)

Für die 30. Weltklimakonferenz 2025 in Belém haben im Februar 2024 das Gastgeberland Brasilien sowie die Vereinigten Arabischen Emirate und Aserbaidschan als Gastgeber der COP 28 und COP 29 eine Partnerschaft als „COP-Troika“ für mehr Anstrengungen zum globalen Klimaschutz vereinbart.